# بيسارت بريشا
بيسارت بريشا مواليد 29 يوليو 1985 في بريشتينا، جمهورية يوغوسلافيا الاشتراكية الاتحادية، هو لاعب كرة قدم ألباني يلعب مع نادي ملبورن فيكتوري في الدوري الأسترالي الممتاز كمهاجم. مثّل منتخب ألبانيا لكرة القدم. بدأ بيسارت بريشا مسيرته الرياضية عام 2003 مع تنس بوروسيا برلين.

## وصلات خارجية
- الموقع الرسمي

## روابط خارجية
- بيسارت بريشا على موقع الاتحاد الدولي (مؤرشف)  (الإنجليزية)
- بيسارت بريشا على موقع الاتحاد الأوربي (الإنجليزية)
- بيسارت بريشا على موقع اتحاد النرويج (النرويجية)
- بيسارت بريشا على موقع رابطة كرة القدم اليابانية للمحترفين (اليابانية)
- بيسارت بريشا على موقع قاعدة بيانات كرة القدم.إي يو (الإنجليزية)
- بيسارت بريشا على موقع بيانات كرة القدم. دي إي (الألمانية)
- بيسارت بريشا على موقع ناشيونال فوتبول تيمز (الإنجليزية)
- بيسارت بريشا على موقع Soccerbase.com (لاعب) (الإنجليزية)
- بيسارت بريشا على موقع Soccerway.com (الإنجليزية)
- بيسارت بريشا على موقع عالم كرة القدم.نت (الإنجليزية)